# Ferry van Clugny

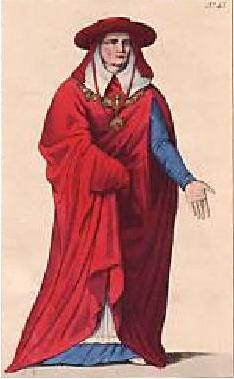
Ferry van Clugny

Ferry van Clugny (Autun, rond 1430 – Rome, 7 oktober 1483) was een Bourgondisch staatsman. Hij was ook een kardinaal van de Rooms-Katholieke Kerk en bisschop van Doornik.
Hij was de oudste zoon van Hendrik van Clugny, heer van Conforgien en Joursenvault, en was actief als raadsman en diplomaat in dienst van de Bourgondische hertogen. Op 3 januari 1474 zat hij de eerste vergadering van het Parlement van Mechelen voor, dat in december voordien met het Edict van Thionville was opgericht door Karel de Stoute. Dit was het hoogste rechtscollege in de Bourgondische Nederlanden.
In 1471 werd hij benoemd tot kardinaal door paus Paulus II. Van 1474 tot zijn dood was hij bisschop van Doornik, een positie die toen was voorbehouden aan hoge Bourgondische raadsheren.

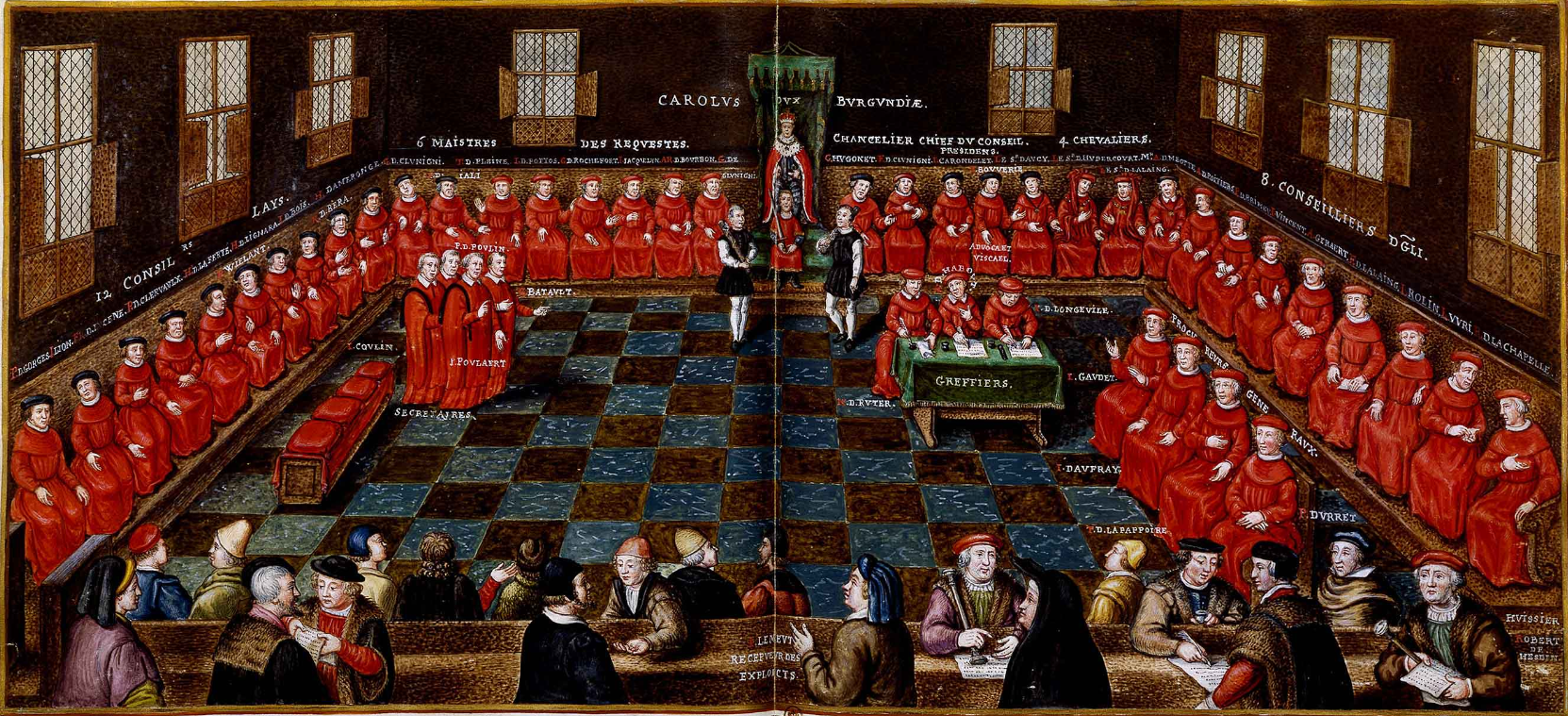
Zitting van het Parlement, Ferry van Clugny is afgebeeld als tweede rechts van hertog Karel de Stoute

- Bibliothèque nationale de France: cb12149874c (data)
- Gemeinsame Normdatei: 118935720
- International Standard Name Identifier: 0000 0004 5303 6891
- Library of Congress Control Number: n91092969
- Nederlandse Thesaurus van Auteursnamen: 117358932
- Système universitaire de documentation: 029990246
- Virtual International Authority File: 11488950
- WorldCat: E39PBJgRTJjkVyYkT8GtPXbw4q